# 西沙异线双吸虫
西沙异线双吸虫（学名：Allonematobothrium xishaense）为囊双科异线双吸虫属的动物。在中国大陆，分布于南海等海域，营寄生生活，宿主石斑鱼，寄生部位为鳃弧。该物种的模式产地在南海。